# Bottle Living/Hold On
Bottle Living/Hold On è il terzo singolo estratto dall'album Paper Monsters, pubblicato nel 2003.

## Tracce

### CD: Mute / CD MUTE 310 (UK)
1. "Bottle Living (album version)" – 3:31
2. "Hold On (radio mix – extended version)" – 3:52
3. "Bottle Living (Tomcraft vocal)" – 7:50

### CD: Mute / LCD MUTE 310 (UK)
1. "Bottle Living (Machinehead lyric mix)" – 6:06
2. "Bottle Living (T. Raumschmiere vocal mix)" – 5:21
3. "Hidden Houses (Alexander Kowalski remix)" – 5:18

### 12": Mute / P12 MUTE 310 (UK)
1. "Bottle Living (Tomcraft vocal)" – 7:50
2. "Bottle Living (Tomcraft dub)" – 7:50
3. "Bottle Living (Machinehead DJ mix)"

- promo 12"

### 12": Mute / PL12 MUTE 310 (UK)
1. "Bottle Living (T. Raumschmiere vocal mix)" – 5:21
2. "Bottle Living (T. Raumschmiere instrumental mix)" – 5:21
3. "Hidden Houses (Alexander Kowalski remix)" – 5:18
4. "Bottle Living (Machinehead synth mix)" – 6:31

- promo 12"

### CD: Mute / RCD MUTE 310 (UK)
1. "Hold On (radio version)" – 3:27

- promo CD

### CD: Reprise / 2-42671 (US)
1. "Bottle Living (album version)" – 3:31
2. "Bottle Living (Tomcraft vocal)" – 7:47
3. "Bottle Living (Machinehead lyric mix)" – 6:04
4. "Bottle Living (T. Raumschmiere vocal mix)" – 5:21
5. "Hidden Houses (Alexander Kowalski remix)" – 5:15
6. "Hold On (radio mix – extended version)" – 3:52

### CD: Mute / CD MUTE 310P (Germany)
1. "Bottle Living (album version)" – 3:32
2. "Hold On (extended radio mix)" – 3:52

- limited edition 3" CD

### DVD: Mute / DVD MUTE 310 (UK)
1. "Bottle Living" (video)
2. "Bottle Living" (Tomcraft dub) – 7:50
3. "Bottle Living" (Machinehead synth mix) – 6:31